# Gephyromantis verrucosus
Gephyromantis verrucosus es una especie de anfibio anuro de la familia Mantellidae.

## Distribución geográfica
Esta especie es endémica de Madagascar. Habita entre los 44 y 600 m de altitud en el sureste del país alrededor de Vondrozo, Ikongo y en la reserva especial de Manombo.

## Taxonomía
Esta especie ha sido liberada de su sinonimia con Gephyromantis boulengeri por Wollenberg, Glaw & Vences en 2012, donde fue colocada por Guibé en 1950 y en 1978.

## Etimología
El nombre de su especie, proviene del latín verrūcōsus, que significa "que tiene verrugas", y le fue dado en referencia a su piel granulada.

## Publicación original
- Angel, 1930 : Sur la validité du genre Gephyromantis (Batraciens) et diagnoses de deux espèces et d'une variété nouvelle de ce genre. Bulletin de la Société Zoologique de France, vol. 55, n.º 7, p. 548-553.[4]